# Аксай (Северо-Казахстанская область)
Аксай (каз. Ақсай, до 2009 г. — Кузбасское) — село в Акжарском районе Северо-Казахстанской области Казахстана. Входит в состав Восходского сельского округа. Код КАТО — 593435200.
Находится примерно в 28 км к северо-северо-западу (NNW) от села Талшик, административного центра района, на высоте 102 метров над уровнем моря. Код КАТО — 593435200.

## Население
В 1999 году численность населения села составляла 499 человек (242 мужчины и 257 женщин). По данным переписи 2009 года, в селе проживало 203 человека (99 мужчин и 104 женщины).